# 萨县专区
萨县专区，内蒙古自治区已撤消的专区。
1949年，置包头专区。1950年9月，改名绥中专区，11月改名萨县专区。在今内蒙古自治区中部。辖包头、归绥、武川、萨拉齐、固阳、托克托、清水河、和林格尔等县。专员公署驻萨拉齐县（今包头市）。1952年撤销，辖县划归集宁专区。